# Harry Maguire
Jacob Harry Maguire (sinh ngày 5 tháng 3 năm 1993) là một cầu thủ bóng đá người Anh hiện đang thi đấu ở vị trí trung vệ cho câu lạc bộ Premier League Manchester United và đội tuyển bóng đá quốc gia Anh.
Sinh ra ở Sheffield, Maguire đã tham gia đội bóng thanh thiếu niên tại Sheffield United trước khi lên đội một vào năm 2011. Anh đã có tổng cộng 166 trận đấu chuyên nghiệp cho Blades và là Cầu thủ của năm ba lần liên tiếp, cũng góp mặt trong Đội hình của năm của PFA cho League One nhiều lần. Năm 2014, Harry Maguire chuyển đến Hull City với giá 2,5 triệu bảng, sau đó anh đã được câu lạc bộ này cho Wigan Athletic mượn vào năm 2015. Anh gia nhập Leicester City vào năm 2017 với mức phí tiềm năng 17 triệu bảng. Tháng 8 năm 2019, Maguire rời Leicester City và gia nhập Manchester United với mức phí chuyển nhượng kỉ lục 80 triệu bảng, khiến anh trở thành trung vệ đắt giá nhất thế giới, và chỉ sáu tháng sau thì trở thành đội trưởng của câu lạc bộ.
Maguire đã chơi một trận cho đội tuyển U-21 Anh vào năm 2012. Vào tháng 10 năm 2017, anh đã có trận ra mắt đội tuyển quốc gia, và đã được chọn vào đội hình tham dự FIFA World Cup 2018 và UEFA Euro 2020, giành được một suất trong Đội hình của Giải đấu sau đó.

## Sự nghiệp câu lạc bộ

### Sheffield United

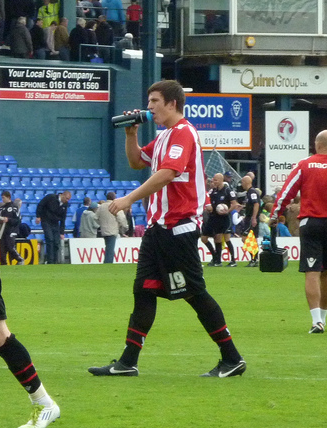
Maguire chơi cho Sheffield United vào năm 2011

Maguire sinh ra ở Sheffield, Miền nam Yorkshire. Sau khi trải qua thời gian đào tạo tại Sheffield United, anh ấy được đôn lên đội 1 và có trận ra mắt câu lạc bộ ở trận gặp Cardiff City vào tháng 4 năm 2011. Anh đã có 4 lần ra sân trong mùa giải đó nhưng không thể giúp cho câu lạc bộ tránh bị xuống hạng ở League One.
Sau khi củng cố vị trí của mình trong đội một, Maguire đã ghi bàn thắng đầu tiên cho đội bóng có biệt danh là "Lưỡi dao" trong chiến thắng 2-0 trước Oldham Athletic ở mùa giải League One 2011–12. Đã góp mặt từ đầu mùa giải, Maguire đã được trao một hợp đồng gia hạn vào tháng 10 để giữ anh ta ở lại sân Bramall Lane cho đến năm 2015. Anh tiếp tục với phong độ tuyệt vời khi giúp The Blades chút nữa thăng hạng và được câu lạc bộ bình chọn là cầu thủ xuất sắc nhất mùa và cầu thủ trẻ xuất sắc nhất mùa. Maguire bước vào mùa giải tiếp theo với tư cách là cầu thủ trụ cột ở vị trí trung vệ, anh lập cú đúp trong trận đấu ở Cúp Liên đoàn với chiến thắng 4-1 trước Notts County trên sân Meadow Lane vào ngày 17 tháng 10 năm 2012. Vào cuối tháng 2 năm 2013, Maguire đã đạt cột mốc 100 trận cho Sheffield United trong trận hòa 0-0 với Leyton Orient tại Bramall Lane ở tuổi 19.

### Hull City

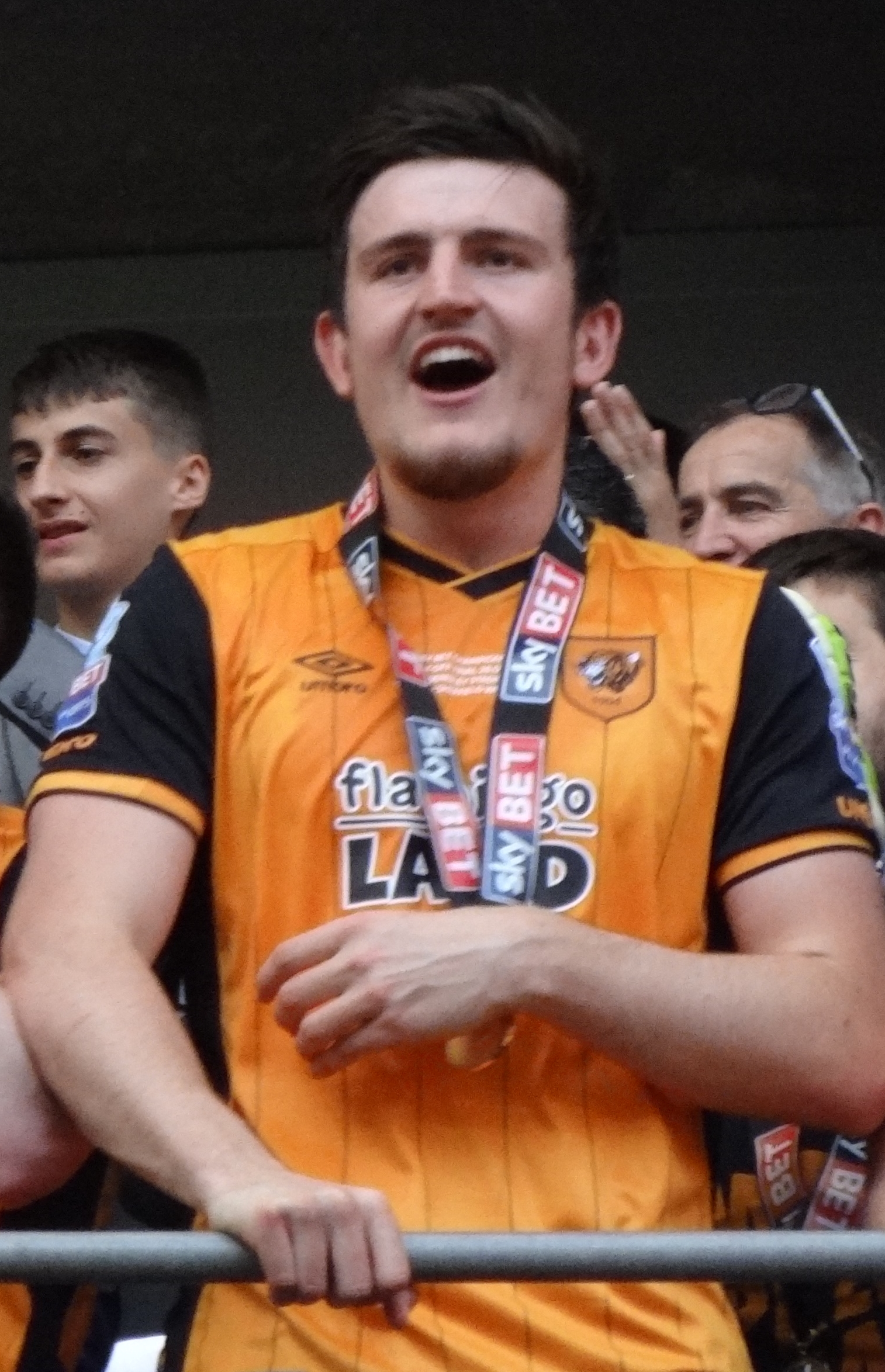
Maguire sau chiến thắng của Hull City trước Sheffield Wednesday trong trận chung kết play-off Football League Championship 2016

Vào ngày 29 tháng 7 năm 2014, Maguire gia nhập Hull City trong một thỏa thuận trị giá 2,5 triệu bảng, ký hợp đồng ba năm. Anh ra mắt cho Hull City vào ngày 21 tháng 8 tại vòng play-off UEFA Europa League lượt đi gặp đối thủ đến từ Bỉ đó là K.S.C. Lokeren Oost-Vlaanderen, thất bại với tỷ số 0-1.
Sau khi chỉ có sáu lần ra sân trên tất cả mọi đấu trường cho Hull, Maguire chuyển tới Wigan Athletic tại Championship trong một hợp đồng cho mượn một tháng vào ngày 10 tháng 2 năm 2015. Một tuần sau, anh ra mắt trong chiến thắng 1–0 tại Reading. Vào ngày 28 tháng 2, anh ghi bàn bằng một cú đánh đầu từ đường chuyền của Jermaine Pennant trong chiến thắng trên sân khách với tỷ số 3–1 trước Blackpool.
Trong khi Maguire được cho mượn, Hull đã bị xuống hạng tại Championship. Vào ngày 28 tháng 5 năm 2016, họ đã giành chiến thắng trận chung kết play-off với tỷ số 1–0 trước Sheffield Wednesday trên Sân vận động Wembley, anh thay thế cho Mohamed Diamé ở phút cuối cùng của trận chung kết.
Trong mùa giải 2016–17, Huấn luyện viên Mike Phelan tạo cơ hội cho Maguire thi đấu thường xuyên với đội 1. Maguire ghi bàn thắng đầu tiên cho Hull trong chiến thắng 2–1 ở Cúp EFL trước Bristol City vào ngày 25 tháng 10 năm 2016. Maguire đeo băng đội trưởng cho Hull City trong trận thắng trước Middlesbrough vào ngày 5 tháng 4 năm 2017 và ghi bàn thắng đầu tiên tại Premier League trong chiến thắng với tỷ số 4–2.

### Leicester City
Vào ngày 15 tháng 6 năm 2017, Maguire đã ký hợp đồng với câu lạc bộ Premier League là Leicester City theo hợp đồng 5 năm với mức phí 12 triệu bảng, kèm điều khoản tăng thêm 17 triệu bảng. Anh ra mắt vào ngày 11 tháng 8 khi mùa giải mới bắt đầu trong trận thua 3–4 trước Arsenal, và tám ngày sau, anh ghi bàn thắng đầu tiên cho Bầy cáo, trong tình huống đá phạt góc của Riyad Mahrez ở trận thắng 2–0 trước Brighton & Hove Albion tại Sân vận động King Power. Anh đã chơi trọn vẹn mùa giải 2017–18 và được bình chọn cầu thủ xuất sắc nhất mùa giải của câu lạc bộ.

### Manchester United

#### Mùa giải 2019–20
Vào tháng 7 năm 2019, Manchester United đã trả giá 70 triệu bảng cho Maguire nhưng sau đó họ rút lui thương vụ này vì mức giá của anh quá cao. Họ tiếp tục tăng giá mua Maguire lên tới 80 triệu bảng và được phía Leicester chấp nhận vào ngày 2 tháng 8. Khoản phí này vượt qua 75 triệu bảng mà Liverpool đã trả cho Virgil van Dijk vào tháng 1 năm 2018, biến Maguire trở thành hậu vệ đắt giá nhất thế giới. Việc chuyển nhượng được hoàn tất vào ngày 5 tháng 8, với Maguire ký hợp đồng sáu năm kèm điều khoản tự động gia hạn thêm một năm. Anh ra mắt United trong trận mở màn mùa giải Premier League, với chiến thắng 4–0 trên sân nhà trước Chelsea vào ngày 11 tháng 8 và nhận giải thưởng cầu thủ xuất sắc nhất trận đấu.
Vào ngày 17 tháng 1 năm 2020, anh được huấn luyện viên Ole Gunnar Solskjær chọn làm đội trưởng mới của câu lạc bộ sau khi Ashley Young chuyển tới Inter Milan. Chín ngày sau, anh ghi bàn thắng đầu tiên cho United trong trận thắng 6–0 ở đấu trường Cúp FA trước Tranmere Rovers. Maguire ghi bàn thắng đầu tiên của anh ở Ngoại hạng Anh trong trận đấu với Chelsea trên sân Stamford Bridge ngày 17 tháng 2 năm 2020 (United thắng 2-0). Sau thời gian thể thao bị hoãn do Đại dịch COVID-19, Maguire đã ghi bàn thắng ở phút bù giờ trong trận tứ kết FA Cup gặp Norwich City giúp Manchester United thắng 2-1 và lọt vào bán kết. Maguire được coi là một trong những cầu thủ có đóng góp quan trọng nhất cho Manchester United trong mùa bóng, với việc thi đấu toàn bộ 38 trận ở Ngoại hạng Anh, và là cầu thủ có thời gian thi đấu nhiều nhất trên thế giới trong năm 2020 (4.745 phút).

#### Mùa giải 2020–21
Phong độ của Maguire bắt đầu có dấu hiệu sa sút khi giải Ngoại hạng Anh trở lại sau thời gian tạm dừng vì COVID-19. Sự cố cá nhân ở Hy Lạp cùng việc thời gian chuẩn bị cho mùa giải mới của Man Utd quá ngắn, có vẻ đã ảnh hưởng tới phong độ của Maguire. Dễ nhận thấy nhất là việc anh thường xuyên bị đối thủ qua mặt trong các pha đua tốc độ. Ngày 5 tháng 10 năm 2020, trong trận thua 1-6 trước Tottenham ngay trên sân nhà, Maguire mắc hai lỗi trực tiếp, trong đó có pha bóng khó hiểu trong bàn thua đầu tiên khi liên tiếp chuyền hỏng, từ quả đánh đầu trả về cho David De Gea, cho tới nỗ lực phá bóng ra xa, dù không chịu sức ép lớn. Ở tình huống quyết định, anh tỏ ra thiếu ăn ý với Luke Shaw khi vô tình làm ngã đồng đội lúc đó đang cố gắng phá bóng, tạo thời cơ cho cầu thủ đối phương băng từ dưới lên, sút cận thành gỡ hòa. Ở bàn thua thứ hai, Maguire bất cẩn để Harry Kane đá phạt nhanh cho Son Heung-min thoát xuống ghi bàn. Anh còn để Serge Aurier chuyền "xâu kim", dẫn đến bàn thứ tư của Tottenham.
Maguire ghi bàn đầu tiên trong mùa giải trong trận đấu trên sân khách với Newcastle United ngày 17 tháng 10 năm 2020, bàn thắng gỡ hòa giúp Manchester lội ngược dòng thắng 4-1. Maguire tiếp tục ghi bàn trong trận gặp Sheffield United F.C., trận mà Manchester United thất bại 1-2 trên sân Old Trafford ngày 27 tháng 1 năm 2021. Trong trận gặp kình địch cùng thành phố Manchester City, Maguire đã chơi xuất sắc ở hàng thủ, giúp United thắng thuyết phục 2-0.
Ngày 9 tháng 5 năm 2021, Maguire ra sân trong trận đấu thuộc vòng 35 Ngoại hạng Anh, và lập kỷ lục thi đấu liên tục 72 trận đấu thuộc Ngoại hạng, phá kỷ lục 71 trận lập bởi cựu cầu thủ Manchester United Gary Pallister (1989 - 1998) lập trong quá khứ (1993 - 1995). Ở trận đấu này, Manchester United đã thắng 3-1 sau khi bị dẫn trước bởi Aston Villa F.C., nhưng Maguire đã bị chấn thương và buộc phải rời sân ở phút thứ 68. Ngày 26 tháng 5, anh vắng mặt trong trận chung kết Europa League với Villareal vì chấn thương, phải chứng kiến đội nhà để thua trên chấm luân lưu sau khi hòa 1-1.

#### Mùa giải 2021–22

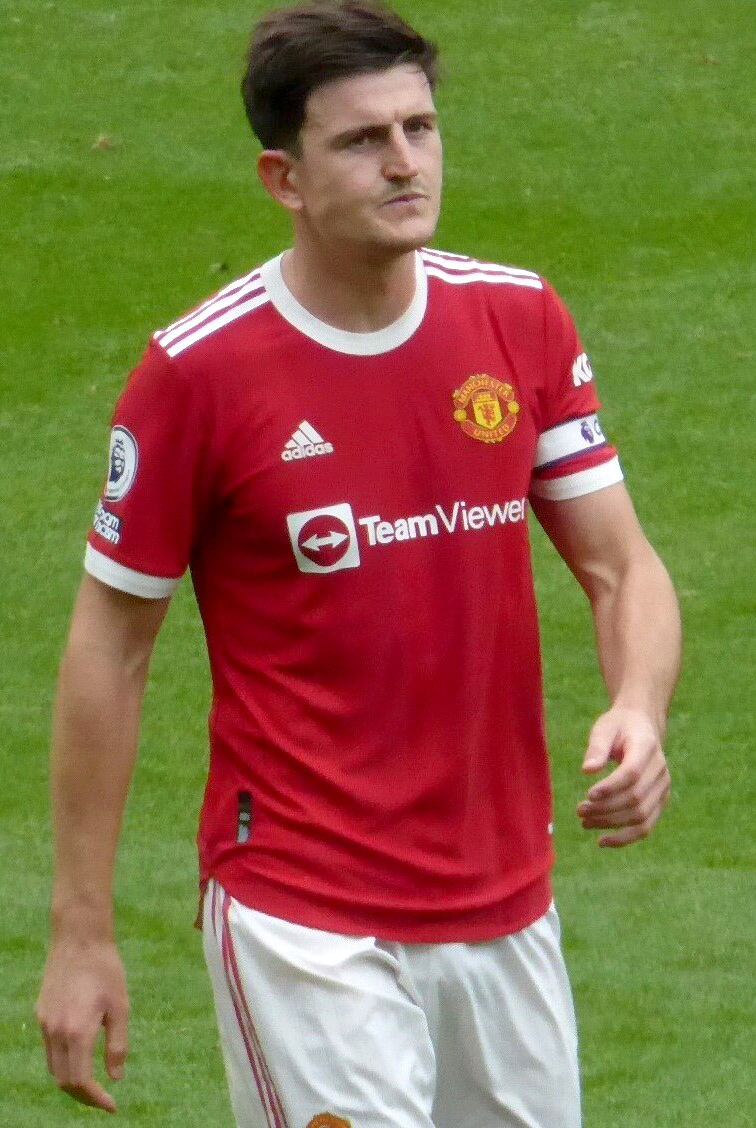
Harry Maguire chơi cho Manchester United năm 2021

Phong độ của Maguire tiếp tục sa sút vào mùa giải này, sau khi dính chấn thương cuối mùa trước nhưng vẫn cố tham dự Euro 2020. Anh liên tục mắc nhiều lỗi sơ đẳng và khiến đội nhà nhận những bàn thua đáng tiếc, đặc biệt là trong các trận cầu đỉnh cao. Theo thống kê hai mùa gần nhất, Maguire đã chơi 62 trận và bảy lần mắc sai lầm, qua đó đứng đầu danh sách mắc lỗi ở Ngoại hạng Anh. Ngày 17 tháng 10 năm 2021, Maguire ít nhiều mắc lỗi trong cả bốn bàn thua của Man Utd trước Leicester (thua 2-4), chủ yếu là do không kèm người và đứng sai vị trí. Ngày 7 tháng 3 năm 2022, Maguire cũng mắc ba lỗi khiến đội nhà thua Man City 1-4, trong đó có hai pha để bóng qua háng và một pha giơ chân phá bóng vô tình khiến Man Utd nhận bàn thua. Sau khi mắc lỗi ở hai trong 4 bàn thua của đội nhà trong thảm bại 0-4 trước kình địch Liverpool ngày 19 tháng 4, nhà của Maguire đã nhận một email cảnh báo dọa đặt bom khiến anh phải gọi cảnh sát can thiệp. Phong độ sa sút cũng khiến Maguire bị nhiều đồng đội soi xét. Họ nghi ngờ với tư chất thủ lĩnh của anh, và cảm thấy màn trình diễn của Maguire không đáp ứng tiêu chuẩn cao của câu lạc bộ.

## Sự nghiệp quốc tế

### Đội trẻ
Maguire đủ điều kiện để chơi cho Anh, cũng như Bắc Ireland và Cộng hòa Ireland thông qua ông bà của anh ấy. Tuy nhiên, anh được gọi vào đội tuyển U-21 quốc gia Anh lần đầu tiên vào tháng 11 năm 2012 cho trận giao hữu với Bắc Ireland. Danny Wilson nói rằng "Anh ấy đã có một sự trưởng thành đáng kinh ngạc so với tuổi của mình, anh ấy có mọi thứ trong bước đi của mình và không có gì khiến anh ấy lo lắng. Tôi cũng không mong đợi cuộc gọi này vì anh ấy là một nhân vật có đẳng cấp như vậy." Maguire có trận ra mắt đội tuyển U-21 Anh với tư cách là cầu thủ dự bị vào sân thay cho Andre Wisdom của Liverpool ở phút 60 trong chiến thắng 2–0 trước đội U-21 Bắc Ireland tại Bloomfield Road.

### Đội tuyển quốc gia

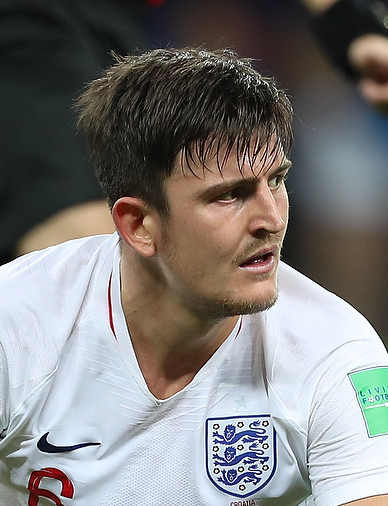
Maguire thi đấu cho đội tuyển Anh tại FIFA World Cup 2018.

Vào ngày 24 tháng 8 năm 2017, huấn luyện viên đội tuyển Anh, Gareth Southgate đã đưa Maguire vào đội hình của mình cho các trận đấu vòng loại FIFA World Cup 2018 với Malta và Slovakia. Anh có trận ra mắt khi bắt đầu trong chiến thắng 1–0 trên sân khách của Anh trước Lithuania, đây là trận đấu cuối cùng của đội trong chiến dịch vòng loại World Cup thành công của họ.
Maguire có tên trong danh sách 23 cầu thủ đội tuyển Anh tham dự FIFA World Cup 2018. Anh kiến tạo cho bàn thắng của Harry Kane trước Tunisia vào ngày 18 tháng 6 năm 2018 trong trận mở màn World Cup của đội tuyển Anh thắng 2–1. Maguire ghi bàn thắng đầu tiên cho đội tuyển Anh vào ngày 7 tháng 7 với cú đánh đầu ở phút 30 sau đường chuyền của Ashley Young trong chiến thắng 2–0 trước Thụy Điển ở tứ kết.
Tại UEFA Euro 2020, anh chơi trận đầu tiên với Cộng hòa Séc trong trận đấu cuối cùng của vòng bảng. Sau đó, anh góp mặt ở vòng 16, khi Anh giành chiến thắng 2–0 trước Đức, nhờ đó anh được trao giải Ngôi sao của trận đấu. Vào ngày 3 tháng 7 năm 2021, Maguire ghi bàn thắng thứ hai cho đội tuyển Anh trong chiến thắng 4–0 trước Ukraine ở tứ kết. Maguire xuất phát trong trận bán kết với Đan Mạch và trong trận chung kết với Ý. Anh hòa 1–1 sau 120 phút; trong loạt sút luân lưu Maguire đá quả luân lưu thứ hai cho đội tuyển Anh và thành công. Tuy nhiên, Anh thua 3–2. Những màn trình diễn của anh ấy trong suốt giải đấu đã giúp anh ấy có một suất trong Đội hình tiêu biểu của UEFA Euro 2020.
Vào ngày 15 tháng 11 năm 2021, Maguire ghi bàn mở tỷ số trong chiến thắng 10–0 trước San Marino trong trận đấu cuối cùng của chiến dịch vòng loại FIFA World Cup 2022, trở thành hậu vệ ghi nhiều bàn nhất của đội tuyển Anh với bảy bàn thắng, vượt qua John Terry và Jack Charlton.

## Cuộc sống cá nhân
Anh em của Maguire là Joe và Laurence, họ đều là cầu thủ bóng đá. Anh học tại trường trung học Công giáo La Mã St Mary ở Chesterfield, có thời điểm anh trở lại để tặng một chiếc áo có chữ ký cho trường. Anh đính hôn với Fern Hawkins. Vào ngày 3 tháng 4 năm 2019, Maguire tiết lộ trên trang Instagram của mình rằng Hawkins đã sinh đứa con đầu lòng của họ, một cô con gái tên Lillie Saint Maguire.

### Ẩu đả ở Hy Lạp
Vào ngày 21 tháng 8 năm 2020, Maguire bị bắt trên đảo Mykonos của Hy Lạp do có liên quan đến vụ xô xát với cảnh sát của một nhóm du khách người Anh. Manchester United cho biết trong một tuyên bố rằng Maguire "hoàn toàn hợp tác với các nhà chức trách Hy Lạp." Maguire hầu tòa trên đảo Syros vào ngày hôm sau, sau khi bị tạm giam hai ngày. Anh được thả ra khỏi nơi giam giữ và phiên tòa của anh bị hoãn lại cho đến ngày 25 tháng 8. Vào ngày 25 tháng 8, Maguire bị kết án bởi một tòa án trên đảo Syros về các tội danh tấn công vũ lực nguy hiểm, chống lại sự bắt giữ và hối lộ. Maguire vắng mặt tại phán quyết của tòa án. Cùng ngày, Maguire bị kết án treo 21 tháng 10 ngày vì đây là lần vi phạm đầu tiên và ba tội danh được xếp vào tội nhẹ.
Vào ngày 26 tháng 8 năm 2020, nhóm pháp lý của Maguire đã nộp đơn kháng cáo phán quyết của tòa án. Trong khi Manchester United và một số nguồn truyền thông Anh đã khẳng định rằng tội danh của Maguire là vô hiệu, điều này bị cơ quan công tố bác bỏ. Vào ngày 5 tháng 3 năm 2021, có thông tin cho rằng vụ kháng cáo của Maguire khó có thể diễn ra vào năm 2021, và mặc dù bên công tố mong muốn vụ án được giải quyết nhanh nhất có thể, nhưng về lý thuyết, thủ tục tố tụng có thể bị trì hoãn cho đến năm 2028.

### Đe dọa đánh bom
Năm 2022, Maguire bị nhắm tới với lời đe dọa đánh bom, dẫn đến cảnh sát phải quét nhà anh ta để tìm các thiết bị.

## Thống kê sự nghiệp

### Câu lạc bộ
Tính đến ngày 27 tháng 4 năm 2024
| Câu lạc bộ            | Mùa giải            | Giải đấu            | Giải đấu | Giải đấu | FA Cup | FA Cup | League Cup | League Cup | Châu lục | Châu lục | Khác | Khác | Tổng cộng | Tổng cộng |
| Câu lạc bộ            | Mùa giải            | Hạng đấu            | Trận     | Bàn      | Trận   | Bàn    | Trận       | Bàn        | Trận     | Bàn      | Trận | Bàn  | Trận      | Bàn       |
| --------------------- | ------------------- | ------------------- | -------- | -------- | ------ | ------ | ---------- | ---------- | -------- | -------- | ---- | ---- | --------- | --------- |
| Sheffield United      | 2010–11             | Championship        | 5        | 0        | 0      | 0      | 0          | 0          | —        | —        | —    | —    | 5         | 0         |
| Sheffield United      | 2011–12             | League One          | 44       | 1        | 4      | 0      | 2          | 0          | —        | —        | 6    | 0    | 56        | 1         |
| Sheffield United      | 2012–13             | League One          | 44       | 3        | 4      | 0      | 1          | 0          | —        | —        | 4    | 2    | 53        | 5         |
| Sheffield United      | 2013–14             | League One          | 41       | 5        | 8      | 1      | 1          | 0          | —        | —        | 2    | 0    | 52        | 6         |
| Sheffield United      | Tổng cộng           | Tổng cộng           | 134      | 9        | 16     | 1      | 4          | 0          | 0        | 0        | 12   | 2    | 166       | 12        |
| Hull City             | 2014–15             | Premier League      | 3        | 0        | 1      | 0      | 1          | 0          | 1        | 0        | —    | —    | 6         | 0         |
| Hull City             | 2015–16             | Championship        | 22       | 0        | 4      | 0      | 5          | 0          | —        | —        | 2    | 0    | 33        | 0         |
| Hull City             | 2016–17             | Premier League      | 29       | 2        | 1      | 0      | 6          | 1          | —        | —        | —    | —    | 36        | 3         |
| Hull City             | Tổng cộng           | Tổng cộng           | 54       | 2        | 6      | 0      | 12         | 1          | 1        | 0        | 2    | 0    | 75        | 3         |
| Wigan Athletic (mượn) | 2014–15             | Championship        | 16       | 1        | —      | —      | —          | —          | —        | —        | —    | —    | 16        | 1         |
| Leicester City        | 2017–18             | Premier League      | 38       | 2        | 3      | 0      | 3          | 0          | —        | —        | —    | —    | 44        | 2         |
| Leicester City        | 2018–19             | Premier League      | 31       | 3        | 0      | 0      | 1          | 0          | —        | —        | —    | —    | 32        | 3         |
| Leicester City        | Tổng cộng           | Tổng cộng           | 69       | 5        | 3      | 0      | 4          | 0          | 0        | 0        | 0    | 0    | 76        | 5         |
| Manchester United     | 2019–20             | Premier League      | 38       | 1        | 5      | 2      | 3          | 0          | 9        | 0        | —    | —    | 55        | 3         |
| Manchester United     | 2020–21             | Premier League      | 34       | 2        | 4      | 0      | 3          | 0          | 11       | 0        | —    | —    | 52        | 2         |
| Manchester United     | 2021–22             | Premier League      | 30       | 1        | 1      | 0      | 0          | 0          | 6        | 1        | —    | —    | 37        | 2         |
| Manchester United     | 2022–23             | Premier League      | 16       | 0        | 4      | 0      | 4          | 0          | 7        | 0        | —    | —    | 31        | 0         |
| Manchester United     | 2023–24             | Premier League      | 22       | 2        | 3      | 1      | 2          | 0          | 4        | 1        | —    | —    | 31        | 4         |
| Manchester United     | Tổng cộng           | Tổng cộng           | 140      | 6        | 17     | 3      | 12         | 0          | 37       | 2        | —    | —    | 206       | 11        |
| Tổng cộng sự nghiệp   | Tổng cộng sự nghiệp | Tổng cộng sự nghiệp | 413      | 23       | 42     | 4      | 32         | 1          | 38       | 2        | 14   | 2    | 539       | 32        |

1. ↑  3 lần ra sân tại Football League Trophy, 3 lần ra sân tại League One play-offs
2. ↑  2 lần ra sân và 2 bàn thắng tại Football League Trophy, 2 lần ra sân tại League One play-offs
3. ↑  Ra sân tại Football League Trophy
4. 1 2 3  Ra sân tại UEFA Europa League
5. ↑  Ra sân tại Championship play-offs
6. ↑  5 lần ra sân tại UEFA Champions League, 6 tại UEFA Europa League
7. 1 2  Ra sân tại UEFA Champions League

### Đội tuyển quốc gia
Tính đến ngày 10 tháng 12 năm 2022
| Đội tuyển quốc gia | Năm       | Trận | Bàn |
| ------------------ | --------- | ---- | --- |
| Anh                | 2017      | 3    | 0   |
| Anh                | 2018      | 13   | 1   |
| Anh                | 2019      | 10   | 0   |
| Anh                | 2020      | 4    | 1   |
| Anh                | 2021      | 11   | 5   |
| Anh                | 2022      | 12   | 0   |
| Tổng cộng          | Tổng cộng | 53   | 7   |

Tính đến ngày 10 tháng 12 năm 2022
Tỷ số của Anh được liệt kê đầu tiên, cột điểm cho biết tỷ số sau mỗi bàn thắng của Maguire
| STT | Ngày                      | Địa điểm                                | Trận | Đối thủ          | Bàn thắng | Kết quả | Giải đấu                      | Ref.   |
| --- | ------------------------- | --------------------------------------- | ---- | ---------------- | --------- | ------- | ----------------------------- | ------ |
| 1   | Ngày 7 tháng 7 năm 2018   | Cosmos Arena, Samara, Nga               | 10   | Thụy Điển        | 1–0       | 2–0     | FIFA World Cup 2018           | [ 86 ] |
| 2   | Ngày 12 thàng 11 năm 2020 | Sân vận động Wembley, London, Anh       | 29   | Cộng hòa Ireland | 1–0       | 3–0     | Giao hữu                      | [ 87 ] |
| 3   | Ngày 31 tháng 3 năm 2021  | Sân vận động Wembley, London, Anh       | 32   | Ba Lan           | 2–1       | 2–1     | Vòng loại FIFA World Cup 2022 | [ 88 ] |
| 4   | Ngày 3 tháng 7 năm 2021   | Stadio Olimpico, Rome, Ý                | 35   | Ukraina          | 2–0       | 4–0     | UEFA Euro 2020                | [ 89 ] |
| 5   | Ngày 2 tháng 9 năm 2021   | Puskás Aréna, Budapest, Hungary         | 38   | Hungary          | 3–0       | 4–0     | Vòng loại FIFA World Cup 2022 | [ 90 ] |
| 6   | Ngày 12 tháng 11 năm 2021 | Sân vận động Wembley, London, Anh       | 40   | Albania          | 1–0       | 5–0     | Vòng loại FIFA World Cup 2022 | [ 91 ] |
| 7   | Ngày 15 tháng 11 năm 2021 | Olympic Stadium, Serravalle, San Marino | 41   | San Marino       | 1–0       | 10–0    | Vòng loại FIFA World Cup 2022 | [ 92 ] |

## Danh hiệu

### Câu lạc bộ

#### Hull City
- Football League Championship play-offs: 2016[93]

#### Manchester United
- FA Cup: 2023–24
- EFL Cup: 2022–23

### Đội tuyển quốc gia
- UEFA European Championship: Á quân 2020[94]
- UEFA Nations League: Hạng ba 2018–19[95]

### Cá nhân
- PFA Team of the Year: 2011–12 League One,[96] 2012–13 League One,[97] 2013–14 League One[98]
- Football League One Team of the Season: 2013–14[99]
- Football League Young Player of the Month: August 2011[100]
- Sheffield United Player of the Year: 2011–12,[101] 2012–13,[102] 2013–14[103]
- Sheffield United Young Player of the Year: 2011–12[101]
- Hull City Fans' Player of the Year: 2016–17[104]
- Hull City Players' Player of the Year: 2016–17[104]
- Leicester City Player of the Season: 2017–18[105]
- Leicester City Players' Player of the Season: 2017–18[27]
- UEFA Europa League Squad of the Season: 2020–21[106]
- UEFA European Championship Team of the Tournament: 2020[55]